# Scottish Challenge 2013

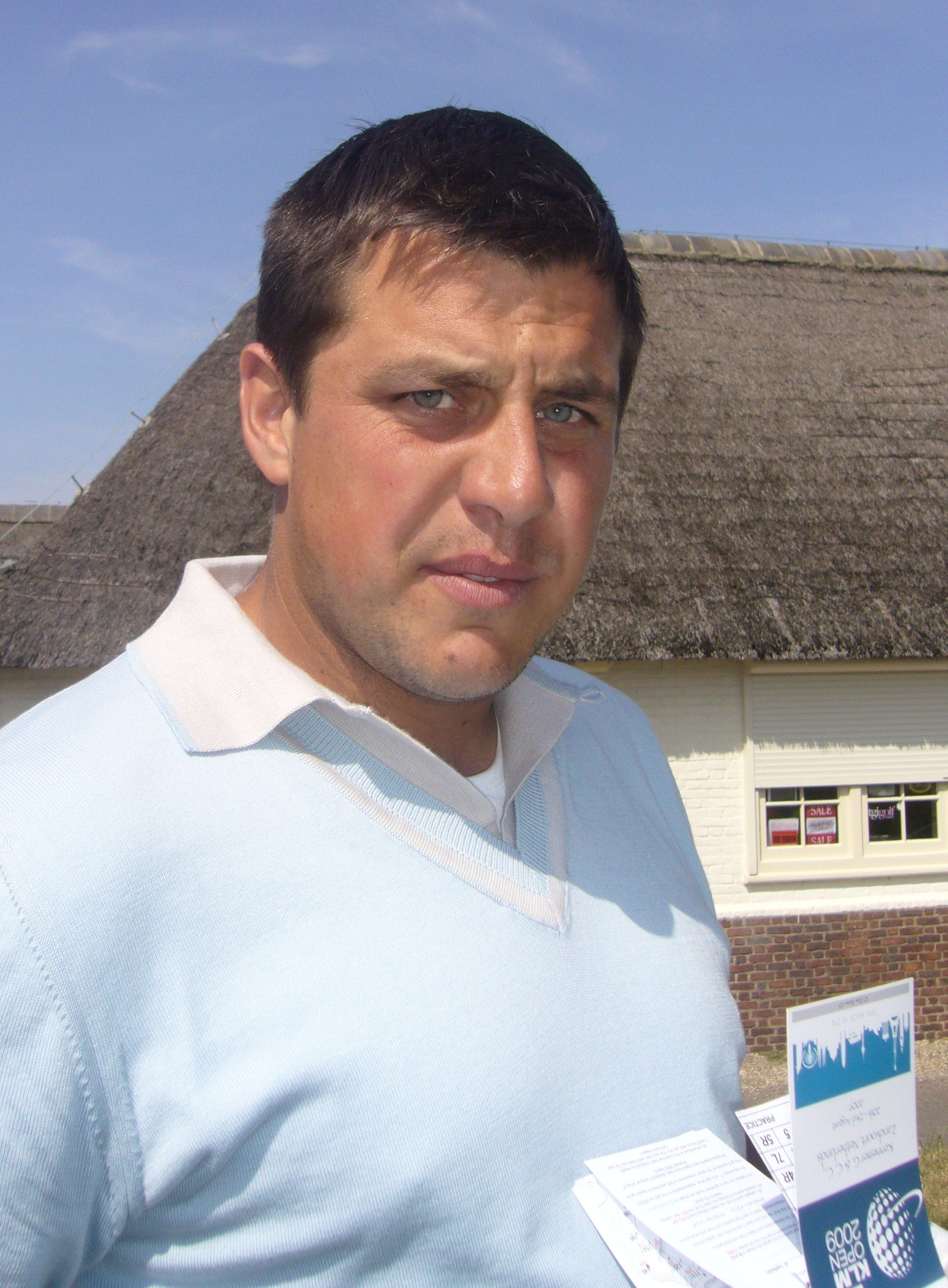
2-voudig winnaar Sam Walker

De Scottish Challenge is een golftoernooi van de Europese Challenge Tour.
De 8ste editie wordt van 20-23 juni 2013 gespeeld en heet officieel de Scottish Hydro Challenge hosted by Macdonald Hotels and Resorts. Sinds 2007 wordt dit toernooi gespeeld op de Macdonald Spey Valley Golf Club in Aviemore in de Schotse Hooglanden. Om de Spey Valley liggen hoge bergen, waar regelmatig sneeuw op ligt, hergeen de temperatuur kan beïnvloeden. De baan is ontworpen door Dave Thomas, die onder meer het Dutch Open in 1958 won. 
Het prijzengeld is € 220.000. waarvan de winnaar € 38.250 krijgt. Titelverdediger is Sam Walker, die het toernooi in 2012 voor de tweede keer won.
Scottish Hydro heeft drie jaar geleden enkele Schotse Challenge Tour spelers uitgezocht die zij willen ondersteunen. Craig Lee, Chris Doak en Callum Macaulay spelen inmiddels op de Europese Tour, dus die zijn vervangen. In 2013 bestaat het team uit Jack Doherty, Andrew McArthur, Jamie McLeary, George Murray en Lloyd Saltman.

## Verslag
De par van de baan is 71. Alle voormalige winnaars doen mee. 

### Ronde 1
De spelers starten op hole 1 of 11 en de helft start 's ochtends en de andere helft 's middags.

Reinier Saxton sloeg als eerste af en hij had een slechte dag. Tim Sluiter en Wil Besseling gingen een uur later de baan in. Besseling had het ook moeilijk; Sluiter stond na negen holes op -3. maar maakte op hole 16 een triple bogey. Taco Remkes maakte een mooie ronde met zeven birdies en een score van -5. Thomas Pieters begon met een bogey op hole 11 en stond na elf holes weer level par. Pierre Relecom startte 's middags.  
Alan Dunbar maakte 11 birdies en een ronde van -9, hetgeen een nieuw baanrecord was. Byeong-hun An, US Amateur van 2009, kwam een half uur later ook met -9 binnen.

### Ronde 2
Met een tweede ronde van 65 kwam Jens Dantorp aan het einde van de ochtend aan de leiding. Niemand slaagde erin hem in te halen, maar de twee voormalige topamateurs Alan Dunbar en Byeong-hun An bleven vlak achter hem.  Taco Remkes maakte weer een ronde van 66 en steeg enkele plaatsen, Tim Sluiter maakte 65 en kwam op de 25ste plaats terecht.

### Ronde 3
Net als bij het BMW International Open heeft wateroverlast op de baan in Aviemore geleid tot spelonderbreking. Om 2 uur lokale tijd werden de spelers teruggeroepen. Steven Tiley stond na negen holes al op -6 en  Brooks Koepka, die in 2013 al twee toernooien won, stond na twaalf holes al op -7. Aan het einde van de middag kwam hij met een score van 62 binnen. Hij had, net als Tiley, negen birdies gemaakt, maar Tiley had er een bogey bij.

### Ronde 4
Het spelen werd wegens wateroverlast ruim twee uren onderbroken, de laatste groep spelers, bestaande uit An, Koepka en Tiley,  kon daardoor pas om twee uur afslaan.  
 Koepka stond na drie holes al aan de leiding en gaf die niet meer uit handen. Het was zijn 10de toernooi in 2013 en het werd zijn derde zege van het seizoen, waardoor hij onmiddellijk naar de Europese Tour promoveerde en daar tot eind 2014 mag spelen.
- Scores

| Naam           | Score R1 | Score R1 | Nr  | Score R2 | Score R2 | Totaal | Nr  | Score R3 | Score R3 | Totaal | Nr  | Score R4 | Score R4 | Totaal | Nr  |
| -------------- | -------- | -------- | --- | -------- | -------- | ------ | --- | -------- | -------- | ------ | --- | -------- | -------- | ------ | --- |
| Brooks Koepka  | 70       | -1       | T56 | 66       | -5       | -6     | T25 | 62       | -9       | -15    | T3  | 68       | -3       | -18    | 1   |
| Steven Tiley   | 67       | -4       | T11 | 67       | -4       | -8     | T15 | 63       | -8       | -16    | T1  | 72       | +1       | -15    | T2  |
| Byeong-hun An  | 62       | -9       | T1  | 70       | -1       | -10    | T3  | 65       | -6       | -16    | T1  | 72       | +1       | -15    | T2  |
| Andrea Pavan   | 65       | -6       | T4  | 67       | -4       | -10    | T3  | 66       | -5       | -15    | T3  | 71       | par      | -15    | T2  |
| Sam Walker     | 67       | -4       | T11 | 65       | -6       | -10    | T3  | 68       | -3       | -13    | T6  | 69       | -2       | -15    | T2  |
| Sebi García    | 63       | -8       | 3   | 70       | -1       | -9     | T11 | 70       | -1       | -10    | 19  | 69       | -2       | -12    | T6  |
| Taco Remkes    | 66       | -5       | T7  | 66       | -5       | -10    | T3  | 72       | +1       | -9     | T20 | 75       | +4       | -5     | T37 |
| Tim Sluiter    | 71       | par      | T74 | 65       | -6       | -6     | T25 | 70       | -1       | -7     | T28 | 69       | -2       | -9     | T17 |
| Jens Dantorp   | 65       | -6       | T4  | 65       | -6       | -12    | 1   | 69       | -2       | -14    | 5   | 79       | +8       | -6     | T28 |
| Alan Dunbar    | 62       | -9       | T1  | 69       | -2       | -11    | 2   | 75       | +4       | -7     | T28 | 83       | +12      | +5     | T68 |
| Wil Besseling  | 76       | +5       | 152 | 64       | -7       | -2     | MC  |          |          |        |     |          |          |        |     |
| Pierre Relecom | 71       | par      | T74 | 71       | par      | par    | MC  |          |          |        |     |          |          |        |     |
| Thomas Pieters | 70       | -1       | T56 | 73       | +2       | +1     | MC  |          |          |        |     |          |          |        |     |
| Reinier Saxton | 79       | +8       | 155 | 75       | +4       | +12    | MC  |          |          |        |     |          |          |        |     |

| Leider |  | Toernooirecord |  | MC = missed cut = cut gemist |  | DQ = disqualified |

## Spelers
| - Carlos Aguilar - Byeong-hun An - Phillip Archer - Oliver Bekker - Filippo Bergamaschi - Adrien Bernadet - Wil Besseling - Lucas Bjerregaard - Wallace Booth - Knut Borsheim - Christophe Brazillier - François Calmels - Guillaume Cambis - Johan Carlsson - Baptiste Chapellan - Luis Claverie - Federico Colombo - Jens Dantorp - Robert Dinwiddie (2007) - David Dixon - Stephen Dodd - Agustin Domingo - Nick Dougherty - Bradley Dredge - Edouard Dubois (2011) - Paul Dwyer - Pelle Edberg - Jens Fahrbring - Kenneth Ferrie - Nils Florén - Charlie Ford - Matt Ford - Alastair Forsyth - Thomas Fournier - Jordi García Pinto - Adam Gee - Jordan Gibb - Jacob Glennemo - Luke Goddard - David Griffith - Julien Guerrier - Matt Haines - Marcel Haremza - Tyrrell Hatton - Thomas Haylock - Benjamin Hebert - Garry Houston - Jamie Howarth - Jeppe Huldahl - Sam Hutsby - Daniel Im - Andrew Johnston - Ross Kellett - Dodge Kemmer | - Lloyd Kennedy - Sihwan Kim - Brooks Koepka - Jerome Lando Casanova - Niklas Lemke - José-Filipe Lima - Michael Lorenzo-Vera - Paul Maddy - Stuart Manley - Andrew McArthur - Francis McGuirk - Jamie McLeary (2009) - Jamie Moul - George Murray (2010) - Tom Murray - Åke Nilsson - Thomas Nørret - Marek Novy - Steven O'Hara - Pedro Oriol - Ben Parker - Andrea Pavan - Damien Perrier - Andrea Perrino - Terry Pilkadaris - Raul Quiros - Nicolo Ravano - Taco Remkes (2008) - Victor Riu - Raymond Russell - James Ruth - Lloyd Saltman - Reinier Saxton - Martin Sell - Jack Senior - Gareth Shaw - Tim Sluiter - Steven Tiley - Jason Timmis - Daniel Vancsik - Alvaro Velasco - Sam Walker (2006, 2012) - James Watts - Sean Whiffin - Oliver Whiteley - Oliver Wilson - Daniel Wuensche Invitaties Challenge Tour - Sung-heak Park - Jamie Abbott - Peter O'Keeffe - Rhys Enoch - Sebastian García Rodriguez | Invitaties sponsors - Liam Bond - Lee Clarke - Lee Corfield - Paul Cutler - Stuart Davis - Alan Dunbar - Nacho Elvira - Borja Etchart - Dylan Frittelli - Chris Gane - Sebi García - Domenico Geminiani - Mark F Haastrup - James Hepworth - Stiggy Hodgson - Eirik Tage Johansen - Niall Kearney - Jurgen Maurer - Nick McCarthy - Joakim Mikkelsen - Janne Mommo - Colm Moriarty - Thomas Pieters - Niccolo Quintarelli - Pierre Relecom - Charles-Edouard Russo - Olivier Rozner - Steven Parry - Fredrik Svanberg - Manuel Trappel - Dan Waite - Darren Wright - Gareth Wright Nationale rangorde - Neil Fenwick - Mark Kerr - Paul Doherty - Scott Henderson - Greig Hutcheon - Elliot Saltman - Zack Saltman - Duncan Stewart - Jack Doherty - Michael Stewart - Fraser Cromarty - Paul McKechnie - Shaun McAllister - Chris Kelly - Callum Trahan - Gavin Dear - David Law |